# نظام التعبير تي 7
يستخدم نظام التعبير تي 7 في مجال علم الأحياء الدقيقة لاستنساخ الحمض النووي معاد التركيب باستخدام السلالات الإشريكية القولونية. إنه النظام الأكثر شعبية للتعبير عن البروتينات معادة التركيب في الإشريكية القولونية.
بحلول عام 2021، وُصِفَت هذا النظام في أكثر من 220،000 منشور بحثي.

## التطور
أجري التسلسل والتعليق على جينوم البكتيريا تي 7 في الثمانينيات في مختبر بروكهافن الوطني التابع لوزارة الطاقة الأمريكية، تحت إشراف كبير الفيزيائيين الحيويين ف. ويليام ستودييه. سرعان ما تمكن المختبر من استنساخ تي 7 بوليميراز الحمض النووي الريبوزي واستخدامه جنبا إلى جنب مع محفز T7 القوي؛ لنسخ كميات وفيرة من أي جين تقريبا. يعتبر تطوير نظام التعبير تي 7 أنجح تكنولوجيا حيوية طورت في مختبر بروكهافن الوطني، حيث رُخصت من قبل أكثر من 900 شركة والتي حققت أكثر من 55 مليون دولار للمختبر.

## الآلية
صمم ناقل التعبير، والأكثر شيوعًا ناقل تعبير pET، لدمج مكونين أساسيين: محفز تي 7 وجين مهم في اتجاه المحفز وتحت سيطرته. يتحول متجه التعبير إلى واحدة من العديد من السلالات ذات الصلة من الإشريكية القولونية، في أغلب الأحيان (BL21(DE3. تحتوي خلية الإشريكية القولونية أيضا على كروموسوم خاص بها، والذي يمتلك جينا يعبر عنه لإنتاج تي 7 بوليميراز الحمض النووي الريبوزي. (ينشأ هذا البوليميراز من عاثية تي 7، وهو فيروس بكتيري يصيب الخلايا البكتيرية الإشريكية القولونية وقادر على دمج الحمض النووي الخاص به في الحمض النووي للمضيف، بالإضافة إلى تجاوز أجهزته الخلوية لإنتاج المزيد من النسخ من نفسه.) تي 7 بوليميراز الحمض النووي الريبي مسؤول عن بدء النسخ في محفز تي 7 للناقل المحول. يخضع جين تي 7 نفسه لسيطرة محفز لاك. عادة، يقمع كل من محفز لاك ومحفز تي 7 في خلية الإشريكية القولونية بواسطة مثبط لاك. من أجل بدء النسخ، يجب أن يرتبط المحفز بمثبط لاك ويمنعه من تثبيط التعبير الجيني للجين تي 7. بمجرد حدوث ذلك، يمكن نسخ الجين بشكل طبيعي لإنتاج بوليميراز الحمض النووي الريبوزي تي 7. يمكن لبوليميراز الحمض النووي الريبوزي تي 7 بدوره، أن يرتبط بمحفز تي 7 على ناقل التعبير ويبدأ في نسخ الجينات ذات الأهمية في المصب. لتحفيز هذه العملية، يمكن إضافة المحفز آيزوبروبيل β-D-1-ثيوجالاكتوبيرانوسيد (IPTG) إلى النظام. IPTG هو كاشف يحاكي بنية الألولاكتوز، وبالتالي يمكن أن يرتبط بمثبط لاك ويمنعه من تثبيط التعبير الجيني. بمجرد إضافة ما يكفي من IPTG، يعاد نسخ جين تي 7 وبالتالي يبدأ أيضا نسخ الجين المعني في اتجاه مجرى محفز تي 7. يكون التعبير عن البروتين معاد التركيب تحت سيطرة محفز تي 7 أسرع 8 مرات من التعبير عن البروتين تحت سيطرة بوليميراز الحمض النووي الريبوزي للإشريكية القولونية. يحدث أيضا تثبيط المستويات القاعدية للتعبير عن بوليميراز الحمض النووي الريبوزي تي 7 في الخلية بواسطة الليزوزيم العاثي تي 7، مما يؤدي إلى تأخير تراكم بوليميراز الحمض النووي الريبوزي تي 7 حتى بعد تشبع النشاط الليزوزيمي.

## التطبيقات
خلال جائحة فيروس كورونا، طورت لقاحات الحمض النووي الريبوزي الرسول من قبل موديرنا وفايزر لمكافحة انتشار الفيروس. اعتمد كل من مودرنا وفايزر على نظام التعبير تي 7 لتوليد الكميات الكبيرة من الحمض النووي الريبوزي الرسول اللازمة لتصنيع اللقاحات.